# Јанко Смоле
Јанко Смоле (Љубљана, 1921 — Љубљана, 11. јун 2010) био је економиста, учесник Народноослободилачке борбе и друштвено-политички радник СФР Југославије и СР Словеније.

## Биографија
Јанко Смоле рођен је 2. јуна 1921. године у Љубљани. Завршио је гимназију и студирао Право у Београду. Члан Савеза комунистичке омладине Југославије постао је 1939. године.

### Народноослободилачка борба
На почетку рата био је на политичком раду у Љубљани, а затим је 1942. године осуђен од италијанских окупационих власти на робију у трајању од 6 година и 5 месеци. По изласку из затвора 1944. године, постао је члан Комунистичке партије Југославије, био је политички комесар батаљона, начелник пропагандног одсека у штабу Седмог корпуса, помоћник начелника пропагандног одсека Главног штаба НОВ и ПО Словеније, а од новембра 1944. године ради у агитпропу Централног комитета Комунистичке партије Словеније.

### Послератна каријера
После рата обављао је многе друштвено-политичке функције функције:
- потпредседник Планске комисије НР Словеније
- секретар Координационог одбора Председништва Владе НР Словеније
- начелник у Савезној планској комисији
- помоћник председника Привредног савета Владе НР Словеније
- директор Републичког завода за привреду у Савезном извршном већу
- генерални директор Дирекције за краткорочне кредите у Народној банци ФНР Југославије
- заменик извршног директора Међународне банке за обнову и развој у Вашингтону
- гувернер Народне банке ФНР Југославије од 1958. до 1962. године
- од 1962. потпредседник, а од 1965. до 1967. године председник Извршног већа Скупштине СР Словеније
- савезни секретар за финансије од 1967. до 1974. године

Био је републички и савезни посланик. За члана ЦК СК Словеније биран је на Четвртом и Петом конгресу. Био је и члан Извршног комитета ЦК СК Словеније, члан председништва ЦК СК Словеније и Главног одбора Социјалистичког савеза радног народа Словеније, Савезне конференције ССРН Југославије и члан Савета за обрађивање основних питања планова развоја Југославије од 1971. до 1975. године. Био је члан Централног комитета Савеза комуниста Југославије.
Умро је 11. јуна 2010. године у Љубљани.
Носилац је Партизанске споменице 1941. и више одликовања.